# 크로아티아 U-19 축구 국가대표팀
크로아티아 U-19 축구 국가대표팀(크로아티아어: Hrvatska nogometna reprezentacija za igrače do 19 godina starosti)은 크로아티아를 대표하는 19세 이하의 축구 국가대표팀으로, 크로아티아의 축구 관리 기관인 크로아티아 축구 연맹의 관리를 받는다. UEFA U-19 축구 선수권 대회에 9번 출전해 2001년에 3위를 기록했다.

## 역대 감독
| 감독            | 임기        |
| --------------- | ----------- |
| 이반 구델       | 2013 ~ 2014 |
| 로베르트 야르니 | 2017 ~ 2019 |